# Collo (distrito)
Collo é um distrito localizado na província de Skikda, Argélia. Sua capital é a cidade de mesmo nome. A população total do distrito era de 63 071 habitantes, em 1998.[carece de fontes?]

## Comunas
O distrito está dividido em três comunas:
- Collo
- Beni Zid
- Cheraia